# Asinaro
El Asinaro (latín Asinarus, griego Ἀσίναρος) es un río de la costa oriental de Sicilia, que nace en las pendientes del Monte Mezzo Gregorio (655 m s. n. m.), cerca de la actual Testa dell'Acqua (entre Palazzolo Acreide y Noto), donde surge un centro de avistamiento de radar conjunto con la OTAN. Desemboca en el mar Jónico en la zona de Calabernardo después de 22 km, y tras varios encuevamientos como del resto el Anapo y el Tellaro) en medio de espléndidas zonas de maquia. Desaguaba en el mar de Sicilia entre Abolla (cerca de Siracusa) y Heloro, en la bahía de Ballata di Noto, a unos 6 km al norte de la desembocadura del río Heloros (actual Tellaro).
Fue en este río donde se produjo la derrota final de la expedición ateniense a Sicilia en el 413 a. C., cuando Nicias, con los restos del ejército ateniense, se rindió a los siracusanos y sus aliados. Un monumento (un trofeo), supuestamente erigido por los siracusanos para conmemorar la victoria, se halla cerca de Heloros y un poco lejos del río Asinaro, y puede ser que no tuviera esta finalidad; los siracusanos instituyeron también un festival llamado Asinaria.
Corresponde al actual río Falconara, conocido también como el Fiume di Noto (su nacimiento está cerca de la ciudad de Noto Vecchio, la antigua Netum, que después pasó a la moderna Noto).